# Esporte Clube Comercial
O Esporte Clube Comercial é um clube de futebol sediado em Campo Grande, capital do estado do Mato Grosso do Sul, fundado em 15 de março de 1943 pelo esportista Etheócles Ferreira.
O Comercial ostenta a posição de segundo maior detentor de títulos no Campeonato Sul-Mato-Grossense, acumulando nove conquistas, além de ter alcançado a distinção de campeão no Campeonato Mato-Grossense, obtido antes da instituição da divisão estadual. Adicionalmente, o clube figurou em todas as quatro divisões do Campeonato Brasileiro, bem como participou frequentemente da Copa do Brasil.

## História
O Comercial foi estabelecido em 15 de março de 1943 por iniciativa do esportista Etheócles Ferreira, em conjunto com comerciantes locais e estudantes do Colégio Dom Bosco. Ao longo de um período de 29 anos, o clube manteve-se no cenário amador, durante o qual obteve êxito ao conquistar nove títulos da Liga Campo-Grandense.
Ao término de 1972, o Comercial efetuou sua transição para o profissionalismo e triunfou na Seletiva do Campeonato Brasileiro, consolidando-se como o pioneiro representante do estado de Mato Grosso no referido torneio nacional. Ao longo das décadas de 1980 e 1990, o clube sagrou-se vitorioso em cinco campeonatos estaduais e atingiu a quarta posição na Série B, além de alcançar as quartas de final na Copa do Brasil.
Posterior ao ano 2000, o clube atravessou períodos de administrações desfavoráveis, reorientando suas atividades exclusivamente para competições de cunho estadual. No ano de 2005, optou por abster-se de participar do torneio estadual, permanecendo afastado até o ano de 2007. Neste último ano, efetuou seu retorno na segunda divisão estadual, culminando na conquista do vice-campeonato. Em 2023, foi rebaixado no estadual após ser derrotado pelo seu rival, Operário.

## Títulos
| Estaduais                      | Estaduais | Estaduais                                             | Estaduais |
| Competição                     | Títulos   | Temporadas                                            |           |
| ------------------------------ | --------- | ----------------------------------------------------- | --------- |
| Campeonato Sul-Mato-Grossense  | 9         | 1982, 1985, 1987, 1993, 1994, 2000, 2001, 2010 e 2015 |           |
| Campeonato Mato-Grossense      | 1         | 1975                                                  |           |
| Amadores                       |           |                                                       |           |
| Competição                     | Títulos   | Temporadas                                            |           |
| Liga Municipal de Campo Grande | 9         | 1948, 1951, 1956, 1957, 1959, 1964, 1965, 1967 e 1971 |           |